# Leontios Machairas
Leontios Machairas (griechisch Λεόντιος Μαχαιράς, * um 1380; † nach 1432) war ein mittelalterlicher zypriotischer Historiker.

## Leben
Hauptquelle zu seiner Person ist die von ihm im zypriotischen Dialekt des Mittelalters verfasste Chronik. Sie beschreibt die Ereignisse vom angeblichen Besuch der Kaiserin Helena in Zypern bis zur Zeit des Königreichs Zypern.
Machairas war orthodoxer Christ, schrieb aber mit Respekt für den Papst und die katholische Führungsschicht von Zypern, in deren Dienst er stand. Er ist die einzige Quelle für den Alexis-Aufstand der zypriotischen Leibeigenen gegen König Janus, den er ablehnte. Nach byzantinischem Brauch verwendete er das Wort Basileus nur für den byzantinischen Kaiser und bezeichnete den König von Zypern als regas (von lateinisch rex = König). Er nahm 1426 an der Schlacht von Chirokitia gegen die Mameluken teil.

## DieChronik
Die Chronik ist nur in verkürzter Form erhalten. Ausführlicher behandelt ist die Zeit ab 1359. Sie reichte ursprünglich bis zum Tod des Königs Janus 1432, der knapp gehaltene Schlussteil über die Zeit des Königs Johannes II. ist vermutlich ein späterer Zusatz.
Handschriften der Chronik sind in der Bodleian Library in Oxford, der Biblioteca Marciana in Venedig und in Ravenna erhalten. Die Oxforder Handschrift wurde laut Kolophon im Juni 1555 in Paphos geschrieben.
Die Chronik wurde zuerst 1873 von Konstantinos Sathas in seiner Μεσαιωνική βιβλιοθήκη, dann 1932 von Richard M. Dawkins herausgegeben.

## Textausgaben
- Λεοντίου Μαχαιρά Χρονικόν Κύπρου – Chronique de Chypre. Texte grec par E. Miller et C. Sathas. Ernest Leroux, Éditeur, Paris 1882 (Publications de l’École Nationale des Langues Orientales Vivantes, IIe série, Volume 2) (online).
- Leontios Makhairas: Recital concerning the Sweet Land of Cyprus entitled 'Chronicle'. Edited with a translation and notes by R. M. Dawkins. Clarendon Press, Oxford 1932.